# Snowboy
Snowboy (littéralement en anglais « le garçon de la neige ») est le nom de scène de Mark Cotgrove, DJ, remixeur et musicien de latin jazz anglais.

## Biographie
DJ à 17 ans, il devient résident au The Goldmine, club de musiques noires : jazz, funk et soul puis « Latin Fusion ». Il s'achète alors des congas.
D'abord autodidacte, il devient l'élève de Robin Jones qu'il rencontre lors d'une soirée samba organisée par le DJ de Jazz Dance Paul Murphy.
Mark prend le nom de scène de Snowboy, du nom d'un personnage de West Side Story qu'il avait interprété dans une troupe de théâtre amateur quand il avait 18 ans. Il sort son premier single, Bring On The Beat, un titre Go-Go funk avec en face B When Snowboy'S Rocking The Mike, sur lequel il rappe.
Il accompagne ensuite Chris Sutton, qui sort 3 singles et un album chez Polydor, qui ne rencontrent pas un grand succès.
Snowboy tourne ensuite avec le musicien tex-mex Flaco Jimenez, et il sort un single latin jazz, Mambo Teresa, avec Flaco en featuring.
Il ressort un single en solo, Ritmo Snowbo, avec en face B une version du standard de jazz A Night in Tunisia chanté par Jackson Sloan (dont le premier album avait été produit par Snowboy).
Son professeur de percussions l'engage aux bongos dans son groupe King Salsa, dont le pianiste n'est autre que Danny White du groupe Matt Bianco dans lequel chante sa petite amie Basia. Il enregistrera et suivra en tournée Matt Bianco puis Basia, lorsqu'elle entamera une carrière solo internationale.
Le collectif Coldcut fait appel à Snowboy pour leur single Stop This Crazy Thing. Il rencontre alors Lisa Stansfield, chanteuse qui avait chanté avec Coldcut, et devient son percussionniste en studio comme sur scène.
En 1988 Snowboy, au sein du projet acid jazz « The Freedom Principle », il signe Snowboys House Of Latin, un titre latin house qui se classe dans les charts dance britanniques.
Il sort un album en solo, Ritmo Snowbo.
Il accompagne le James Taylor Quartet et leur chanteur Noel McKoy sur ses 2 singles en solo, dont le premier Give Me The Sunshine, fut classé 51e dans les charts britanniques.
Snowboy sort des albums en solo Descarga Mambito et Somethings Coming en 1994, classé 11e dans les charts indépendants britanniques
En 2008, il sort l'album Communication.
Il a fondé le supergroupe funk britannique The Perceptions, auteurs de l'album Introducing… The Perceptions.
Il est également rédacteur au Blues And Soul magazine et, en 2008, il publie le livre From Jazz Funk & Fusion To Acid Jazz – The History Of The UK Jazz Dance Scene. 
Il figure dans le Who's Who de la musique latine.

## Discographie

### Albums
- Ritmo Snowbo (1989 ACID JAZZ Records [JAZID LP19])
- Descarga Mambito (1991 ACID JAZZ Records [JAZID LP40])
- Something's Coming (1993 ACID JAZZ RECORDS [JAZID LP 92])
- The Best of Snowboy and The Latin Section (1994 ACID JAZZ Records [JAZID LP102])
- Pitbull Latin Jazz (1995 ACID JAZZ Records [JAZID LP 126])
- M.F.O.S. (1996 Acid Jazz Records [JAZID LP 146])
- Mambo Rage (1998 Ubiquity/Cu-Bop [CBLP 013])
- The Soul of Snowboy (1999 Acid Jazz Records [AJXLP 105])
- Afro Cuban Jazz (2000 Ubiqity/Cu-Bop [CBLP26])
- Beyond The Snowstorm - Snowboy. The Acid Jazz Years (2001 Snapper [SMDCD 340])
- Para Puente (2002 Ubiquity Records [CBCD039])
- New Beginnings (2005)
- Communication (2008)

### Singles
- Bring On The Beat / When Snowboys Rocking The Mike / Guaguanco R.J.
- Mambo Teresa / Wild Spirit
- A Night In Tunisia / Ritmo Snowbo (Waterfront)
- Snowboys House Of Latin / Remix
- Give Me The Sunshine / El Nuevo Latino
- Lucky Fellow / Astralisation
- Delirium / NyQuist Theorem
- Three Faces Of Snowboy - Girl Overboard / Funky Djembe / 24 for Betty Page
- The New Avengers (B.O.F du film Anchorman)
- Jazzakuti
- Casa Forte
- Oya Ye Ye
- Los Rumberos De La Habana Y Matanzas / Baraggo
- It's about time - DR BOB JONES and the INTERNS featuring SNOWBOY

### Compilations
- Samba Con Salsa (Latin Music from London) (1987 WAVE RECORDS [WAVE 31])
- The Freedom Principle (Acid Jazz & Other Illicit Grroves, vol. 2) (1989 POLYDOR RECORDS/URBAN [837 925-])
- Groups of Goodies (1994 MO MUSIC [PSCR 5074])
- Blue Note Club Culture (1996 ACID JAZZ RECORDS/ALL SEEING EYE [EYE LP 01])